# Styrax acuminatum
Styrax acuminatum är en storaxväxtart som beskrevs av Johann Baptist Emanuel Pohl. Styrax acuminatum ingår i släktet Styrax och familjen storaxväxter. Inga underarter finns listade i Catalogue of Life.